# Pachybracon javanicus
Pachybracon javanicus är en stekelart som först beskrevs av Embrik Strand 1912.  Pachybracon javanicus ingår i släktet Pachybracon och familjen bracksteklar. Inga underarter finns listade i Catalogue of Life.